# Pelastoneurus angulatus
Pelastoneurus angulatus är en tvåvingeart som beskrevs av Robinson 1964. Pelastoneurus angulatus ingår i släktet Pelastoneurus och familjen styltflugor.
Artens utbredningsområde är North Carolina. Inga underarter finns listade i Catalogue of Life.